# نهاية الغد
مسلسل نهاية الغد مسلسل تلفزيوني أسترالي تم إنتاجه عام 1993م، بعد نجاح الجزء الأول فتاة من الغد. تدور أحداثه في 12 حلقة لمدة 24 دقيقة للحلقة. بدأت إذاعته رسميا القناة التاسعة الأسترالية في 13 يوليو 1993م، وحتى 29 سبتمبر 1993م. وتمت دبلجته إلى اللغة العربية لاحقا، وبثته قنوات فضائية عربية عدة.

## قصة المسلسل
هو تتمة لسابقه فتاة من الغد إنتاج 1993م بعد عودة (نادين) إلى عام 3000, تبدأ المغامرة من جديد. ففي خضم أحداث الحلقة الأخيرة من الجزء السابق (فتاة من الغد) تتعرض كل من (دجيني) صديقة (نادين), و(سيلفر) المجرم من عام 2500 الذي حاول تعطيل كبسولة الزمن, يتعرضان لإصابات خطيرة على مستوى الجهاز العصبي، ويتم اسعافهما من طرف معالجي القرن 31. لكن (برونو) مخترع كبسولة الزمن يكتشف أمرا خطيرا وهو تغير غريب في الخط الزمني. ونشاهد خلال الحلقة الأولى اختراعا جديدا، تكون له علاقة وطيدة بالأحداث التي تأتي لاحقا. يطلب (برونو) من مساعدته (لورين) إعادة المسافرين حالا إلى زمننيهما. وعندها تبدا المغامرة. نشاهد في الجزء الثاني الدمار الذي يحل بالعالم نتيجة حروب دامية على مدار 500 سنة من عمر البشرية. ووسط حالة رهيبة من الفوضى في المسلسل رسالة ضمنية لمآل البشرية وهي رسالة موجهة لشريحة معينة من الناس.

## انتقادات
- المسلسل بجزأيه الأول والثاني، يحوي عدة مفارقات زمنية تتماشى مع سياق القصة المقدمة، فالعالم يبدو وفق المؤلف مارك شيفرز عرضة لحرب مدمرة خلال الألفية الثالثة.
- المؤثرات المقدمة في المسلسل متوسطة المستوى كمشاهد كبسولة الزمن وبوابة الزمن كذلك.
- كما أن بعض الأحداث تبدو غير مفهومة لشريحة واسعة من الشباب.

## الأدوار ومعلومات عن المسلسل
- كاثرين كولين : نادين.
- مليسا مارشال : دجيني كيلي.
- جون هاورد (ممثل) : سيلفر.
- هيلين أوكونور : إرين كيلي
- أندرو كلارك : جيمس روني.
- جيمس فندلاي : بيتر كيلي.
- مايلز باشانان : إيدي.
- جيريمي سكرايفنر :.
- مارشال نابيي :.
- كاثرين ماك كليمنتس :.
- تأليف : مارك شيرفز وجون تومسون.
- إخراج : نويل برايس.
- دبلجة عربية : قامت مؤسسة نادين للأعمال الفنية بدبلجته إلى العربية مع تغيير تسمية بطلة المسلسل من (الانا) في النسخة الأصلية إلى (نادين) وهو الاسم الذي اشتهرت به عربيا.

## عرض المسلسل
بدأت إذاعته رسميا القناة التاسعة الأسترالية في 13 يوليو 1993م، وحتى 29 سبتمبر 1993م. وتمت دبلجته إلى اللغة العربية لاحقا، وبثته قنوات فضائية عربية عدة بين 1994 و1996 حيث لاقى متابعة واسعة.

## طالع كذلك
- الجزء الأول فتاة من الغد.

## وصلات خارجية
- نهاية الغد على موقع كينوبويسك (الروسية)
- مسلسل فتاة من الغد : نهاية الغد على موقع قاعدة بيانات الأفلام.